# منطقه‌های اسلواکی
| پرشوف کوشیتسه ژیلینا بانسکا بیستریتسا ترنچین نیترا ترناوا براتیسلاوا |

از سال ۱۹۴۹ میلادی (به‌جز ۱۹۹۰–۱۹۹۶) اسلواکی به تعدادی منطقه تقسیم شده‌است که تعداد، محدوده و عملکردهای هریک، بارها تغییر یافته‌است. اسلواکی در حال حاضر ۸ منطقه دارد که این منطقه به نوبه خود به ۷۹ بخش تقسیم می‌شوند.

## فهرست
| منطقه                  | مرکز             | جمعیت   | مساحت (کیلومتر مربع) | تراکم  |
| ---------------------- | ---------------- | ------- | -------------------- | ------ |
| منطقه براتیسلاوا       | براتیسلاوا       | ۶۰۳٬۶۹۹ | ۲٬۰۵۲٫۶              | ۲۹۴٫۱۱ |
| منطقه ترناوا           | ترناوا           | ۵۵۴٬۱۷۲ | ۴٬۱۷۲٫۲              | ۱۳۲٫۷۶ |
| منطقه ترنچین           | ترنچین           | ۶۰۰٬۳۸۶ | ۴٬۵۰۱٫۹              | ۱۳۳٫۳۶ |
| منطقه نیترا            | نیترا            | ۷۰۸٬۴۹۸ | ۶٬۳۴۳٫۴              | ۱۱۱٫۶۹ |
| منطقه ژیلینا           | ژیلینا           | ۶۹۴٬۷۶۳ | ۶٬۸۰۸٫۴              | ۱۰۲٫۰۴ |
| منطقه بانسکا بیستریتسا | بانسکا بیستریتسا | ۶۵۷٬۱۱۹ | ۹٬۴۵۴٫۸              | ۶۹٫۵۰  |
| منطقه پرشوف            | پرشوف            | ۷۹۸٬۵۹۶ | ۸٬۹۷۴٫۵              | ۸۸٫۹۸  |
| منطقه کوشیتسه          | کوشیتسه          | ۷۷۱٬۹۴۷ | ۶٬۷۵۱٫۹              | ۱۱۴٫۳۳ |